# Henri René

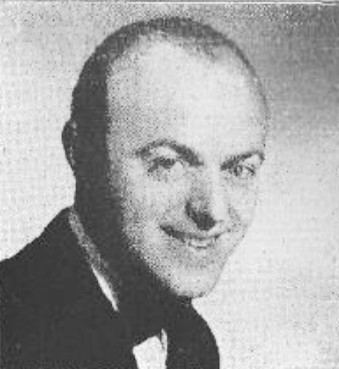
Henri René

Henri René (New York, 29 december 1906 - Houston, 25 april 1993) was een Amerikaanse producer, orkestleider en arrangeur. 
René studeerde aan het conservatorium in Berlijn en keerde in het midden van de jaren twintig terug naar Amerika, waar hij met enkele orkesten werkte. Hierna ging hij weer naar Duitsland, waar hij arrangeur werd voor een platenmaatschappij. In 1936 werd hij in Amerika muziek-directeur van de Internationale afdeling van RCA Victor en in 1941 formeerde hij een eigen orkest. Na in de oorlog voor de Geallieerden te hebben gediend, ging hij terug naar RCA, waar hij werkte als dirigent en arrangeur van klassieke muziek. In het midden van de jaren vijftig nam hij als orkestleider enkele platen op. Hij werkte in die jaren tevens met Harry Belafonte en Eartha Kitt. Eind jaren vijftig werd hij voorgoed freelancer.
René kreeg een ster in de Hollywood Walk of Fame.

## Discografie
- Music for Bachelors, 1956
- Compulsion to Swing, 1958
- Riot in Rhythm, 1958